# NGC 720
NGC 720 je eliptická galaxie v souhvězdí Velryby. Její zdánlivá jasnost je 10,2m a úhlová velikost 4,7′ × 2,4′. Je vzdálená 78 milionů světelných let, průměr má 110 000 světelných let. Galaxii objevil 3. října 1785 William Herschel. NGC 720 je největším členem malé skupiny galaxií, jejímiž ostatními členy je několik nejméně o 2 magnity slabších trpasličích galaxií.